# Second siège de Badajoz (1811)
Pour les articles homonymes, voir Siège de Badajoz.
Guerre d'Espagne
Batailles
- Olivença (01-1811)
- Gebora (02-1811)
- Campo Maior (03-1811)
- 1re Badajoz (04-1811)
- Fuentes de Oñoro (05-1811)
- Albuera (05-1811)
- Usagre (05-1811)
- Cogorderos (06-1811)
- Carpio (09-1811)
- El Bodón (09-1811)
- Aldeia da Ponte (09-1811)
- Arroyomolinos (10-1811)
- Tarifa (12-1811)
- Navas de Membrillo
- Almagro (01-1812)
- 2e Ciudad Rodrigo (01-1812)
- 2e Badajoz (03-1812)
- Villagarcia (04-1812)
- Almaraz (05-1812)
- Maguilla (06-1812)
- Arapiles (07-1812)
- García Hernández (07-1812)
- Majadahonda (08-1812)
- Retiro (08-1812)
- Madrid (08-1812)
- Burgos (09-1812)
- Villodrigo (10-1812)
- Tordesillas (10-1812)
- Alba de Tormes (11-1812) (es)
- San Muñoz (11-1812)

Le second siège de Badajoz se déroule au printemps 1811, pendant la guerre d'Espagne. La garnison française du général Philippon y résiste victorieusement au corps de siège anglo-portugais commandé par le général Beresford puis par le général Wellington en personne.

## Contexte
Le 5 mars 1811, l'armée du Portugal de Masséna abandonne sa position devant les lignes de Torres Vedras. L'armée anglo-portugaise de Wellington la poursuit à travers le Portugal jusqu'à ce qu'elle atteigne Salamanque le 11 avril.
Pendant que les Anglo-Portugais étaient bloqués aux alentours de Lisbonne, le maréchal Soult a marché vers la frontière portugaise à partir de l’Andalousie. Après avoir pris la ville d’Olivenza, les Français battent les Espagnols sous les murs de Badajoz et la ville capitule le 10 mars. Cependant la situation se dégradant en Andalousie, le maréchal Soult laisse une garnison dans la place et retourne à Séville.
La forteresse de Badajoz est située du côté espagnol de la frontière entre le Portugal et l'Espagne, face à la forteresse portugaise d'Elvas. Sa possession par les Français leur permet de verrouiller toute offensive anglaise vers l'Andalousie et de disposer d'une base de départ pour une offensive vers le Portugal. Aussi, dès que Masséna a quitté Santarém, Wellington envoie le corps de Beresford devant Badajoz.

## Déroulement
La garnison française est composée d'environ 4 000 hommes, aux ordres du général Philippon. Le 20 avril, Wellington est à Elvas, observe la forteresse de Badajoz et ordonne à Beresford d'y mettre le siège. Pour cela, il dispose d'environ 10 500 soldats anglais et 10 200 soldats portugais.
Le maréchal Soult, décide de se porter au secours de la forteresse et rassemble 20 000 fantassins, 3 000 chevaux et 30 canons. La colonne quitte Séville dans la nuit du 9 au 10 mai. Le 12 mai, Beresford apprend que Soult marche vers lui avec une armée qu'il estime à 25 000 hommes. Il lève alors le siège et marche à sa rencontre. Les deux armées s'affrontent le 16 mai à la bataille d'Albuera. D'abord favorable aux Français, la bataille se clos finalement sur un match nul sanglant,. Après deux jours pendant lesquels les deux armées campent sur leurs positions, Soult rétrograde vers Solana de los Barros et Beresford reprend le siège de Badajoz.
Le 19 mai, lord Wellington arrive à Elvas et prend alors personnellement la direction du siège. Les 6 et 9 juin 1811, il ordonne deux assauts, repoussés tous les deux. Le remplacement de Masséna par Marmont à la tête de l'armée du Portugal change cependant la situation stratégique. En effet, Marmont est disposé à aider Soult et marche vers le Sud, tandis que Soult, avance vers Badajoz et atteint le 13 juin Los Santos de Maimona. Wellington lève le siège le 18 juin et se retranche entre Elvas et Campo Maior avec ses 60 000 fantassins et 5 000 cavaliers.

## Conséquences
Au cours du siège, la garnison française ne subit que de légères pertes,. Les Anglais comptent 533 morts ou blessés lors de la première partie du siège et les Portugais 200. Après la bataille d'Albuera, les Anglo-Portugais perdent encore 54 tués et 81 blessés.
Les maréchaux Soult et Marmont entrent ensemble dans Badajoz débloquée. Mais, malgré leur supériorité numérique, les deux maréchaux renoncent à entrer au Portugal à la suite de Wellington. Les Français craignent en effet d’éloigner trop de troupes de l’Andalousie, toujours en état de révolte. Soult part le 27 juin pour Séville, tandis que l'armée du Portugal s’établit en Estrémadure, à cheval sur le Tage.
Selon Antoine d’Arjuzon, le refus de Soult et Marmont d'attaquer Wellington marque le tournant de la guerre. De principalement centrée sur la défense du Portugal, la stratégie britannique va maintenant se tourner vers la conquête de l'Espagne.